# Zichyújfalu

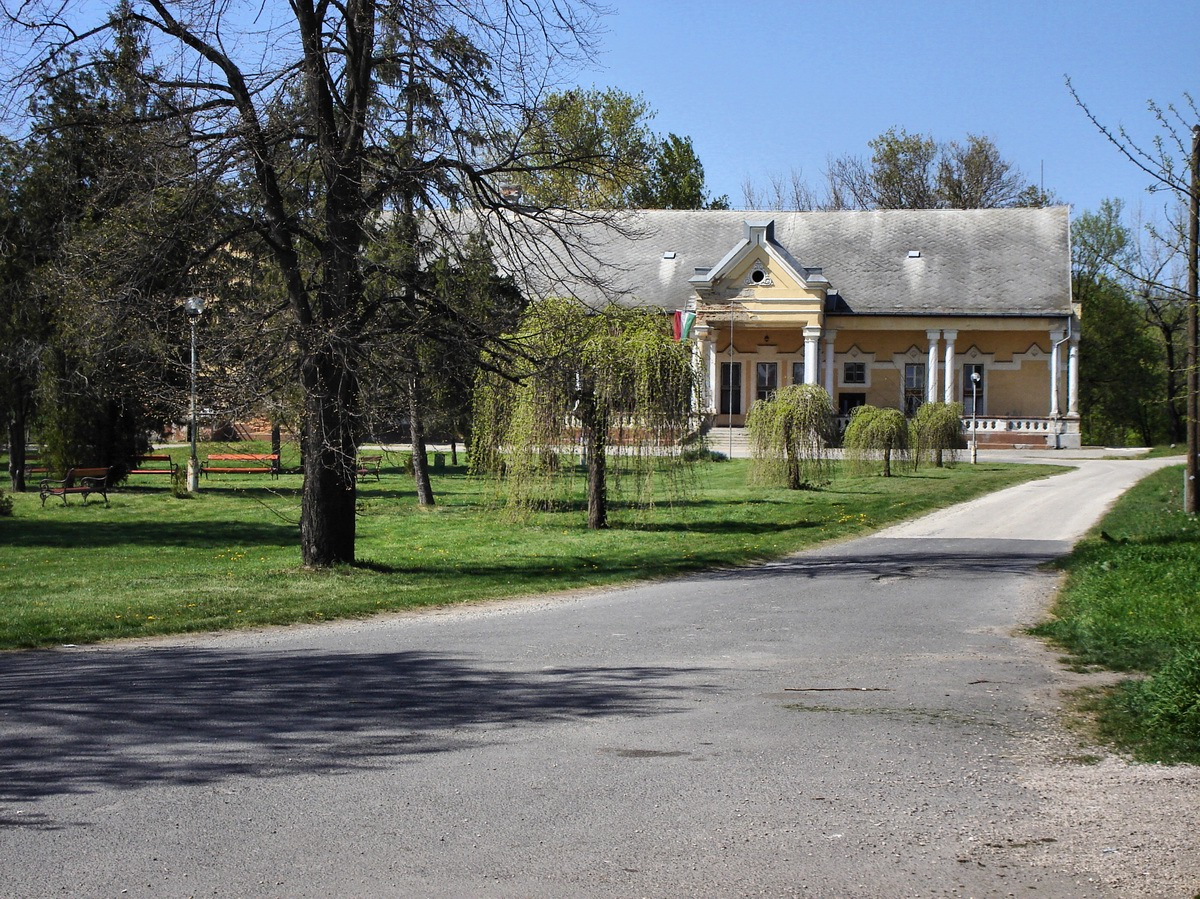
Slottspark, Zichyújfalu.

Zichyújfalu är ett samhälle i provinsen Fejér i centrala Ungern. Samhället hade 906 invånare 2019.